# 臨海本線 (京葉臨海鐵道)
临海本线（日语：／ Rinkai honsen */?）是连接千葉縣千葉市的蘇我站和袖浦市北袖站的铁路线，屬於京葉臨海鐵道。

## 路线数据
- 營運商：京葉臨海鐵道（第一種鐵道事業）
- 路線長度：
  - 苏我站 - 北袖站（日语：北袖駅）间19.9公里
  - 市原分岐點 - 京葉市原站（日语：京葉市原駅）间1.6公里
  - 北袖分岐點 - 京葉久保田站（日语：京葉久保田駅）间2.3公里
- 軌距：1067mm
- 車站数：10站
- 複線區間：无（全線為单線鐵路）
- 電氣化區間：无（全線為非電氣化鐵路）
- 閉塞方式：特殊自動閉塞
- 最高时速：40km/h

## 历史
臨海本線於1963年部分开通， 1973年全線开通，提供千叶港地區企业的原材料和产品运输。临海本线原本是日本国铁在 1960 年代规划的貨運線--东京外环线京叶线的一部分（蘇我到木更津區间），最初计划在木更津连接国铁房总西线  。
然而鐵路貨運需求自1970年代以來逐步減少，因此日本国铁决定将东京外环线部分路段改为客运线路，即现在的武藏野线府中本町站－西船桥站和京叶线新木场站－蘇我站。京葉臨海鐵道臨海本線也因為貨運需求減少，沒有施作北袖－木更津的路段。
- 1963年9月16日－蘇我 - 滨五井（9.5公里）、市原分岐點 - 京葉市原（1.6公里）开通。
- 1965年6月1日－ 滨五井－ 椎津（8.2 公里）开通。滨五井站向蘇我站方向移动了700公尺。
- 1968年10月1日－ 椎津 - 袖浦（后来的北袖浦）区间（2.2公里）开通。
- 1973年3月28日－袖浦分岐點（后来的北袖浦分岐點）－京叶久保田（2.3公里）区间开通。
- 1974年3月1日－袖浦站更名为北袖站，袖浦分岐點更名为北袖分岐點。

## 车站列表

### 主線
| 站名       | 站名     | 站名             | 站間距離（公里） | 營業距離（公里） | 连接路线             | 地点   | 地点   |
| 中文站名   | 日文站名 | 英文站名         | 站間距離（公里） | 營業距離（公里） | 连接路线             | 地点   | 地点   |
| ---------- | -------- | ---------------- | ---------------- | ---------------- | -------------------- | ------ | ------ |
| 蘇我       |          | Soga             | 0.0              | 0.0              | 京叶线 內房線 外房線 | 千葉縣 | 千葉市 |
| 千葉貨運站 |          | Chibakamotsu     | 3.0              | 3.0              |                      | 千葉縣 | 千葉市 |
| 市原分岐點 |          | Ichiharabunkiten | 2.8              | 5.8              | 市原支線             | 千葉縣 | 市原市 |
| 濱五井     |          | Hamagoi          | 3.0              | 8.8              |                      | 千葉縣 | 市原市 |
| 玉前       |          | Tamasaki         | 1.3              | 10.1             |                      | 千葉縣 | 市原市 |
| 甲子       |          | Kinoene          | 1.7              | 11.8             |                      | 千葉縣 | 市原市 |
| 前川       |          | Maekawa          | 2.7              | 14.5             |                      | 千葉縣 | 市原市 |
| 椎津       |          | Shiizu           | 3.2              | 17.7             |                      | 千葉縣 | 市原市 |
| 北袖分岐點 |          | Kitasodebunkiten | 1.6              | 19.3             | 久保田支線           | 千葉縣 | 袖浦市 |
| 北袖       |          | Kitasode         | 0.6              | 19.9             |                      | 千葉縣 | 袖浦市 |

### 市原支線
| 站名       | 站名     | 站名             | 站間距離（公里） | 營業距離（公里） | 连接路线 | 地点   | 地点   |
| 中文站名   | 日文站名 | 英文站名         | 站間距離（公里） | 營業距離（公里） | 连接路线 | 地点   | 地点   |
| ---------- | -------- | ---------------- | ---------------- | ---------------- | -------- | ------ | ------ |
| 市原分岐點 |          | Ichiharabunkiten | 0.0              | 0.0              | 主線     | 千葉縣 | 市原市 |
| 京葉市原   |          | Keiyō-Ichihara   | 1.6              | 1.6              |          | 千葉縣 | 市原市 |

### 久保田支線
| 站名       | 站名     | 站名             | 站間距離（公里） | 營業距離（公里） | 连接路线 | 地点   | 地点   |
| 中文站名   | 日文站名 | 英文站名         | 站間距離（公里） | 營業距離（公里） | 连接路线 | 地点   | 地点   |
| ---------- | -------- | ---------------- | ---------------- | ---------------- | -------- | ------ | ------ |
| 北袖分岐點 |          | Kitasodebunkiten | 0.0              | 0.0              | 主線     | 千葉縣 | 袖浦市 |
| 京葉久保田 |          | Keiyō-Kubota     | 2.3              | 2.3              |          | 千葉縣 | 袖浦市 |

## 重要建筑物
- 村田川桥 - 在千葉貨運站和市原分岐點之间跨越村田川的桥梁。 橋樑結構原為东海道本线複線化時，1885年架設的大井川大桥上行線一部分。1959年东海道本线改道，舊橋結構移往國鐵其他線路使用，其中一部分於1963年成為京葉臨海鐵道臨海本線的村田川桥，2018年被日本土木學會（日语：土木学会）认定为土木遗产  。[4][5]